# Jan Hammes
Jan-Phillip Hammes (* 2. Februar 1985 in Bergisch Gladbach) ist ein ehemaliger deutscher Fußballspieler. Er bestritt 19 Drittligaspiele für den Wuppertaler SV Borussia.

## Karriere
Hammes spielte in seiner Jugend insbesondere für den 1. FC Köln und für Borussia Mönchengladbach. 2007 ging er zum Wuppertaler SV Borussia in die Fußball-Regionalliga Nord. Diesem gelang in dieser Saison die Qualifikation für die neugegründete Dritte Liga. Nach der Saison 2008/09 wechselte er zum Bonner SC. Nach einem Jahr kehrte er zurück zum Wuppertaler SV. Dort hatte er jedoch aufgrund einer Leistenverletzung keine Einsätze. 2011 beendete er seine Laufbahn.